# Hertog van Leinster
Hertog van Leinster (Engels: Duke of Leinster) is een Ierse adellijke titel. 
De titel hertog van Leinster werd gecreëerd in 1691 door Willem III voor Meinhardt van Schomberg, graaf van Mértola. Aangezien hij alleen dochters naliet verviel de titel met zijn overlijden in 1719.
George III creëerde de titel opnieuw in 1766 voor James FitzGerald, markies van Kildare.

## Hertog van Leinster, eerste creatie (1703)
- Meinhardt van Schomberg, 1e hertog van Leinster (1691–1719)

## Hertog van Leinster, tweede creatie (1766)
- James FitzGerald, 1e hertog van Leinster (1766–1773)
- William FitzGerald, 2e hertog van Leinster (1773–1804)
- Augustus FitzGerald, 3e hertog van Leinster (1804–1874)
- Charles FitzGerald, 4e hertog van Leinster (1874–1887)
- Gerald FitzGerald, 5e hertog van Leinster (1887–1893)
- Maurice FitzGerald, 6e hertog van Leinster (1893–1922)
- Edward FitzGerald, 7e hertog van Leinster (1922–1976)
- Gerald FitzGerald, 8e hertog van Leinster (1976–2004)
- Maurice FitzGerald, 9e hertog van Leinster (2004-heden)